# Untold Passion
| Recensione | Giudizio |
| ---------- | -------- |
| AllMusic   |          |

Untold Passion è l'album di debutto come solista (o meglio come co-solista dato che è a nome Neal Schon & Jan Hammer) del chitarrista rock (ex membro dei Santana e fondatore del gruppo rock dei Journey) statunitense, pubblicato dalla casa discografica Columbia Records nell'ottobre del 1981.
Jan Hammer è invece noto per aver fatto parte, dal 1970 al 1973, del gruppo fusion Mahavishnu Orchestra, ma soprattutto per aver composto diverse colonne sonore di telefilm, tra cui quella popolarissima di Miami Vice.

## Tracce

### LP
Lato A (AL 37600)
1. Wasting Time – 3:45 (Neal Schon, Colin Hodgkinson)
2. I'm Talking to You – 4:52 (Jan Hammer, Neal Schon, Colin Hodgkinson)
3. The Ride – 4:40 (Jan Hammer)
4. I'm Down – 4:09 (Colin Hodgkinson)
5. Arc – 3:52 (Jan Hammer)

Lato B (BL 37600)
1. It's Alright – 4:44 (Neal Schon, Colin Hodgkinson, Roger Silver)
2. Hooked on Love – 3:05 (Jan Hammer, Colin Hodgkinson)
3. On the Beach – 5:26 (Neal Schon)
4. Untold Passion – 7:00 (Jan Hammer)

## Musicisti
- Neal Schon – voce, chitarra, chitarra sintetizzatore
- Jan Hammer – batteria, tastiere, sintetizzatore
- Colin Hodgkinson – basso

Note aggiuntive
- Jan Hammer e Neal Schon – produttori
- Registrazioni effettuate al Red Gate Studio, Kent, New York
- Jan Hammer – ingegnere delle registrazioni
- Herbie Herbert e Elliott Sears – management
- Chris Callis – foto copertina album originale
- Jim Welch – design album originale
- Kelley – grafica album originale [4]